# Mailly-Maillet
Mailly-Maillet is een gemeente in het Franse departement Somme (regio Hauts-de-France) en telt 604 inwoners (1999). De plaats maakt deel uit van het arrondissement Amiens.

## Geografie
De oppervlakte van Mailly-Maillet bedraagt 11,2 km², de bevolkingsdichtheid is 53,9 inwoners per km².
De onderstaande kaart toont de ligging van Mailly-Maillet met de belangrijkste infrastructuur en aangrenzende gemeenten.

## Demografie
Onderstaande figuur toont het verloop van het inwonertal (bron: INSEE-tellingen).